# Daniel Ceccaldi
Daniel Ceccaldi (25 de julio de 1927 – 27 de marzo de 2003) fue un actor, escritor y director teatral de nacionalidad francesa.

## Biografía
Nacido en Meaux, Francia, era hijo de un funcionario de registro. Daniel Ceccaldi estudió en el Lycée Henri IV de París, donde obtuvo el bachillerato. Fue entonces cuando descubrió el teatro, actuando con relevancia en la pieza de Molière El misántropo. Por ese motivo, su madre lo llevó con regularidad a diferentes representaciones teatrales. 
Iniciado en el teatro, desde 1946 a 1997 actuó en numerosas piezas de teatro de bulevar. 
Formado en el curso de Tania Balachova, rodó su primer film, Le Diable boiteux, de Sacha Guitry, en 1948. Su primer gran papel llegó en 1954, el de Enrique III de Francia en La Reine Margot, en la que actuó junto a Jeanne Moreau. 
Daniel Ceccaldi se hizo célebre con su papel de Lucien Darbon, el padre de Claude Jade, en los filmes de François Truffaut Baisers volés y Domicilio conyugal.También fue muy conocido su personaje del estafador en Pouic-Pouic, de Jean Girault. A lo largo de su carrera trabajó con cineastas de la talla de Jacques Becker, Édouard Molinaro, Eric Rohmer, Henri Verneuil, Pascal Thomas y Philippe de Broca. 
También ensayó las labores de dirección, realizando Jamais avant le mariage en 1982. Posteriormente se dedicó principalmente a la actuación en producciones televisivas, volviendo de nuevo al cine a finales de los años 1990. Entre los años 1977 y 1997 trabajó numerosas veces en el programa  Les Grosses Têtes, de Philippe Bouvard.
Daniel Ceccaldi falleció en París, Francia, en el año 2003, a causa de un cáncer hepático. Fue enterrado en Meaux. Tuvo dos hijos, Laurent (nacido en 1969) y Laetitia (nacida en 1972).

## Teatro

### Autor
- L'Éventail
- Mais qu'est-ce qui fait courir les femmes, la nuit à Madrid ?, a partir de Pedro Calderón de la Barca, Festival du Marais (Hotel d'Aumont), estrenada el 2 de julio de 1972, reestrenada el 15 de mayo de 1973 en el Théâtre de l'Athénée.

### Actor
- 1946 : Les Vivants
- 1946 : Ubú rey, de Alfred Jarry
- 1947 : L'Amour et son image, de Roger Dornes, escenografía de Douking, Théâtre de l'Œuvre
- 1948 : Lucienne et le boucher, de Marcel Aymé, escenografía de Georges Douking, Théâtre du Vieux-Colombier
- 1951 : Dîner de têtes, de Jacques Prévert, escenografía de Albert Médina, Fuente de las Cuatro Estaciones
- 1951 : Mi-figue, mi-raisin, de Jean Tardieu, escenografía de Michel de Ré, Théâtre du Quartier Latin
- 1952 : Antonio y Cleopatra, de William Shakespeare, escenografía de Jean-Louis Barrault, Théâtre des Célestins
- 1953 : Les Invités du bon Dieu, de Armand Salacrou, escenografía de Yves Robert, Théâtre Saint-Georges
- 1954 : Adorable Julia, de Marc-Gilbert Sauvajon y Guy Bolton a partir de Somerset Maugham, escenografía de Jean Wall, Théâtre du Gymnase Marie-Bell
- 1957 : Ne quittez pas..., de Marc-Gilbert Sauvajon y Guy Bolton, escenografía de Marc-Gilbert Sauvajon, Théâtre des Nouveautés
- 1957 : Adorable Julia de Marc-Gilbert Sauvajon y Guy Bolton a partir de Somerset Maugham, escenografía de Jean Wall, Théâtre du Gymnase Marie-Bell
- 1958 : Ami-ami, de Pierre Barillet y Jean-Pierre Grédy, escenografía de Jean Wall, Théâtre Antoine
- 1958 : La Bonne Soupe, de Félicien Marceau, escenografía de André Barsacq, Théâtre du Gymnase Marie-Bell
- 1959 : La Copie de Madame Aupic, a partir de Gian-Carlo Menotti, adaptación de Albert Husson, escenografía de Daniel Ceccaldi, Théâtre des Célestins
- 1960 : L'Idiote, de Marcel Achard, escenografía de Jean Meyer, Théâtre Antoine
- 1963 : Laure et les Jacques, de Gabriel Arout, escenografía de Jean Piat, Théâtre Saint-Georges
- 1963 : Des clowns par milliers, de Herb Gardner, escenografía de Raymond Rouleau, Théâtre du Gymnase Marie-Bell
- 1963 : L'Âge idiot de Jean Meyer, escenografía de Maurice Guillaud, Théâtre du Gymnase Marie-Bell y Théâtre Édouard VII
- 1963 : L'Assassin de la générale, de Ladislas Fodor, escenografía de Jean-Pierre Grenier, Théâtre Michel
- 1965 : Le Boy-Friend, de Sandy Wilson, escenografía de Jean-Christophe Averty y Dirk Sanders, Théâtre Antoine
- 1965 : Comme un oiseau, de Ronald Millar y Nigel Balchin, escenografía de Sacha Pitoëff, Théâtre Antoine
- 1966: Laurette ou l'Amour voleur, de Marcelle Maurette y Marc-Gilbert Sauvajon, escenografía de Pierre Fresnay, Théâtre de la Michodière
- 1967 : Jean de la Lune, de Marcel Achard, escenografía de Jean Piat, Théâtre du Palais-Royal
- 1967 : La Puce à l'oreille, de Georges Feydeau
- 1969 : La Puce à l'oreille, de Georges Feydeau, escenografía de Jacques Charon, Théâtre du Palais-Royal
- 1969 : Le monde est ce qu'il est, de Alberto Moravia, escenografía de Pierre Franck, Théâtre des Célestins y Théâtre de l'Œuvre
- 1969 : Domino, de Marcel Achard, escenografía de Pierre Mondy, Théâtre des Variétés
- 1970 : Douce-Amère, de Jean Poiret, escenografía de Jacques Charon, Théâtre de la Renaissance
- 1971 : Folle Amanda, de Pierre Barillet y Jean-Pierre Grédy, escenografía de Jacques Charon, Théâtre des Bouffes-Parisiens
- 1972 : L'Amour, l'Après-midi (Chloe in the Afternoon), de Eric Rohmer, fotografía de Nestor Almendros.
- 1975 : L'Éventail, de Carlo Goldoni, escenografía de Daniel Ceccaldi, Festival du Marais
- 1975 : Peau de vache, de Pierre Barillet y Jean-Pierre Grédy, escenografía de Jacques Charon, Théâtre de la Madeleine
- 1979 : Le Tour du monde en quatre-vingts jours, de Pavel Kohout a partir de Julio Verne, escenografía de Jacques Rosny, Théâtre des Célestins
- 1987 : Thomas More ou l'homme seul, de Robert Bolt, escenografía de Jean-Luc Tardieu, Espace 44 Nantes
- 1990 : Amadeus, de Peter Shaffer, escenografía de Jean-Luc Tardieu, Maison de la Culture de Loire-Atlantique Nantes y Teatro Montparnasse en 1991
- 1991 : Enfin seuls !, de Lawrence Roman, escenografía de Michel Fagadau, Théâtre Saint-Georges

### Director
- 1959 : La Copie de Madame Aupic, a partir de Gian-Carlo Menotti, adaptación de Albert Husson, Théâtre Fontaine y Théâtre des Célestins
- 1961 : Adélaïde, de Jean-Louis Curtis, Théâtre des Ambassadeurs
- 1975 : L'Éventail, de Carlo Goldoni, Hôtel d'Aumont (Festival du Marais)
- 1980 : ... Diable d'homme !, de Robert Lamoureux, Théâtre des Bouffes-Parisiens

## Cine

### Actor
- 1948 : Le Diable boiteux, de Sacha Guitry
- 1949 : Maya, de Raymond Bernard
- 1949 : Le Jugement de Dieu, de Raymond Bernard
- 1951
  - Les miracles n'ont lieu qu'une fois, de Yves Allégret
  - Une histoire d'amour, de Guy Lefranc
- 1952 : Deux de l'escadrille, de Maurice Labro
- 1953
  - Un trésor de femme, de Jean Stelli
  - Les Amours finissent à l'aube, de Henri Calef
- 1954
  - Mam'zelle Nitouche, de Yves Allégret
  - La Reine Margot, de Jean Dréville
- 1955
  - Frou-Frou, de Augusto Genina
  - Le Fils de Caroline Chérie, de Jean-Devaivre
  - Nana, de Christian-Jaque
  - Les Grandes Manœuvres, de René Clair
  - La Madelon, de Jean Boyer
- 1956
  - Marie-Antoinette reine de France, de Jean Delannoy
  - La Lumière d'en face, de Georges Lacombe
  - Club de femmes, de Ralph Habib
  - Mannequins de Paris, de André Hunebelle
  - Bonsoir Paris, bonjour l'amour, de Ralph Baum
  - Les Aventures d'Arsène Lupin, de Jacques Becker
- 1957
  - Élisa, de Roger Richebé
  - Miss Pigalle, de Maurice Cam
- 1959
  - Un témoin dans la ville, de Édouard Molinaro
  - La Femme et l'enfant
  - Le Dialogue des Carmélites, de Philippe Agostini y R.L Bruckberger
- 1960
  - Dans la gueule du loup, de Jean-Charles Dudrumet
  - Caroline
  - Mourir d'amour, de Dany Fog
- 1961
  - Les Amours célèbres, de Michel Boisrond, sketch Les Comédiennes
  - Les lions sont lâchés, de Henri Verneuil
- 1962
  - Le Voyage à Biarritz, de Gilles Grangier
  - Les Veinards, de Jean Girault, Le repas gastronomique
- 1963
  - Les Bricoleurs, de Jean Girault
  - L'Appartement des filles, de Michel Deville
  - Pouic-Pouic, de Jean Girault
  - L'Homme de Rio, de Philippe de Broca
- 1964
  - La Peau douce, de François Truffaut
  - Patate, de Robert Thomas
  - Coplan agent secret FX 18, de Maurice Cloche
  - Requiem pour un caïd, de Maurice Cloche
  - Feu à volonté, de Marcel Ophüls
  - Les Gros Bras, de Francis Rigaud
  - La Bonne Occase, de Michel Drach
  - Cent briques et des tuiles, de Pierre Grimblat
- 1965
  - La Grosse Caisse, de Alex Joffé
  - Le Tonnerre de Dieu, de Denys de La Patellière
  - La Métamorphose des cloportes, de Pierre Granier-Deferre
  - Un milliard dans un billard, de Nicolas Gessner
  - Le Journal d'une femme en blanc, de Claude Autant-Lara
  - Da 077-Intrigo a Lisboa, de Tukio Demicheli
  - Quand passent les faisans, de Édouard Molinaro
  - Du rififi à Paname, de Denys de La Patellière
- 1966
  - Le facteur s'en va-t-en guerre, de Claude Bernard-Aubert
  - Monsieur le président-directeur général, de Jean Girault
- 1967 : Les Poneyttes, de Joël Le Moigne
- 1968 : Baisers volés, de François Truffaut
- 1969
  - L'Ours et la Poupée, de Michel Deville
  - Une veuve en or, de Michel Audiard
- 1970
  - Domicilio conyugal, de François Truffaut
  - L'Homme qui vient de la nuit, de Jean-Claude Dague
  - La Leonessa, de Henry Zaphiratos
- 1971 : Le Poème de l'élève Mikovsky, de Pascal Thomas
- 1972
  - L'Amour l'après-midi, de Éric Rohmer
  - Les Zozos, de Pascal Thomas
  - Pas folle la guêpe, de Jean Delannoy
  - Demasiado bonitas para ser honestas, de Richard Balducci
- 1973
  - Le Complot, de René Gainville
  - Le Concierge, de Jean Girault
  - La Chute d'un corps, de Michel Polac
  - Pleure pas la bouche pleine, de Pascal Thomas
  - OK patron, de Claude Vital
  - Les Quatre Charlots mousquetaires, de André Hunebelle
  - À nous quatre, Cardinal !, de André Hunebelle
  - France société anonyme, de Alain Corneau
- 1974
  - Amore, de Henry Chapier
  - Le Chaud lapin, de Pascal Thomas
  - C'est jeune et ça sait tout, de Claude Mulot
  - Un divorce heureux, de Henning Carlsen
  - Dis-moi que tu m'aimes, de Michel Boisrond
- 1975
  - Le Téléphone rose, de Édouard Molinaro
  - L'Incorrigible, de Philippe de Broca
  - Espaces en liberté, de Gérard Renateau
- 1976
  - Le Jouet, de Francis Veber
  - Le Chasseur de chez Maxim's, de Claude Vital
- 1977
  - L'Hôtel de la plage, de Michel Lang
  - Le Maestro, de Claude Vital
  - Un oursin dans la poche, de Pascal Thomas
  - Mort d'un pourri, de Georges Lautner
- 1978
  - Confidences pour confidences, de Pascal Thomas
  - Le Temps des vacances, de Claude Vital
  - Ils sont fous ces sorciers, de Georges Lautner
  - La Ballade des Dalton, de René Goscinny y Morris
- 1979
  - Charles et Lucie, de Nelly Kaplan
  - Tous vedettes, de Michel Lang
- 1980
  - Une merveilleuse journée, de Claude Vital
  - Celles qu'on n'a pas eues, de Pascal Thomas
- 1981
  - Les Plouffe, de Gilles Carle
  - Pour la peau d'un flic, de Alain Delon
- 1982
  - Ça va faire mal !, de Jean-François Davy
  - Jamais avant le mariage
  - Le Braconnier de Dieu, de Jean-Pierre Darras
- 1983 : Adieu foulards, de Christian Lara
- 1984 : L'Amour en douce, de Édouard Molinaro
- 1988 : Les Maris, les Femmes, les Amants, de Pascal Thomas
- 1990 : El Sueño del mono loco, de Fernando Trueba
- 1996
  - Liberté, chérie, de Jean-Luc Gaget
  - Dieu seul me voit, de Bruno Podalydès
- 1997
  - Un grand cri d'amour, de Josiane Balasko
  - Barbara, de Nils Malmros
- 1999 : Le Fils du Français, de Gérard Lauzier
- 2000 : La bici de Ghislain Lambert, de Philippe Harel
- 2002 : Elle est des nôtres, de Siegrid Alnoy

## Director
- 1978 : Messieurs les ronds-de-cuir (TV)
- 1980 : Le Vol d'Icare (TV)
- 1982 : Jamais avant le mariage

## Televisión
- 1958 : La Dame de pique, de Stellio Lorenzi
- 1961 : Sans cérémonie, de André Pergament
- 1965
  - Le Faiseur, de Jean-Pierre Marchand
  - Le train bleu s'arrête 13 fois, de Maurice de Canonge, episodio Monte-Carlo : un mari dangereux
- 1966 a 1970  : Vive la vie, de Joseph Drimal (145 episodios)
- 1967 : Au théâtre ce soir : Ami-ami, de Pierre Barillet y Jean-Pierre Grédy, escenografía de Jacques Mauclair, dirección de Pierre Sabbagh, Théâtre Marigny
- 1967 : Au théâtre ce soir : De passage à Paris, de Michel André, escenografía de Jacques-Henri Duval, dirección de Pierre Sabbagh, Théâtre Marigny
- 1968 : Le Bourgeois gentilhomme, de Pierre Badel
- 1969 : Au théâtre ce soir : Une femme ravie, de Louis Verneuil, escenografía de Robert Manuel, dirección de Pierre Sabbagh, Théâtre Marigny
- 1969 : Au théâtre ce soir : Bichon, de Jean de Létraz, escenografía de Robert Manuel, dirección de Pierre Sabbagh, Théâtre Marigny
- 1969 : Agence Intérim, de Marcel Moussy y Pierre Neurisse
- 1970 : Au théâtre ce soir : Mary-Mary, de Jean Kerr, adaptación de Marc-Gilbert Sauvajon, escenografía de Jacques-Henri Duval, dirección de Pierre Sabbagh, Théâtre Marigny
- 1971 : Au théâtre ce soir : La lune est bleue, de Hugh Herbert, adaptación de Jean Bernard-Luc, escenografía de René Clermont, dirección de Pierre Sabbagh, Théâtre Marigny
- 1972 : Au théâtre ce soir : Adorable Julia, de Marc-Gilbert Sauvajon, escenografía de René Clermont, dirección de Georges Folgoas, Théâtre Marigny
- 1972
  - Maigret se fâche, de François Villiers
  - Ossicum 12, de Gérard Herzog
  - Le Nez d'un notaire, de Pierre Bureau
  - Le Jeune Fabre, de Cécile Aubry
- 1973 : Au théâtre ce soir : Jeux d'esprits, de Noël Coward, escenografía de Jacques François, dirección de Georges Folgoas, Théâtre Marigny
- 1974 : Au théâtre ce soir : Giliane ou Comme un oiseau, de Ronald Millar y Nigel Balchin, escenografía de Grégoire Aslan, dirección de Georges Folgoas, Théâtre Marigny
- 1974 : Au théâtre ce soir : Folle Amanda, de Pierre Barillet y Jean-Pierre Grédy, escenografía de Jacques Charon, dirección de Georges Folgoas, Théâtre Marigny
- 1974 : Le Soldat et la sorcière, de Jean-Paul Carrère
- 1978 : Messieurs les ronds-de-cuir, de Daniel Ceccaldi
- 1979 : Le Tour du monde en 80 jours, de André Flédérick
- 1980 : Le Moustique, de Maurice Frydland
- 1982 : Mozart, de Marcel Bluwal
- 1983 : Quelques hommes de bonne volonté, de François Villiers
- 1984 : Lucienne et le boucher, de Pierre Tchernia
- 1986 : Les aventuriers du Nouveau-Monde, de Allan Kroeker
- 1988 : La Belle Anglaise, de Jacques Besnard
- 1988 : Tyrannosaurus Rex, episodio de The Ray Bradbury Theater
- 1989 : Un amour tardif, de Patrick Jamain
- 1992 : Feu Adrien Muset, de Jacques Besnard
- 1997 : Il Quarto re, de Stefano Reali
- 1998 : Deux flics, de Laurent Heynemann
- 2000 : Julie Lescaut
- 2001 : Au bout du quai, de Pierre Lary
- 2002 : Hôpital souterrain, de Serge Meynard

## Actor de voz
Daniel Ceccaldi dio voz al pájaro Antivol en el programa televisivo L'Île aux enfants, y a Lucky Luke en La Ballade des Dalton.